# Tourrettes-sur-Loup
Tourrettes-sur-Loup település Franciaországban, Alpes-Maritimes megyében. Lakosainak száma 4126 fő (2022. január 1.). Tourrettes-sur-Loup Le Bar-sur-Loup, La Colle-sur-Loup, Courmes, Gourdon, Roquefort-les-Pins és Vence községekkel határos.

## Népesség
A település népessége az elmúlt években az alábbi módon változott:
| Lakosok száma | 1548 | 2727 | 3449 | 4272 | 3990 | 3995 | 3999 | 4041 | 4063 | 4126 |
|               | 1968 | 1982 | 1990 | 2006 | 2013 | 2015 | 2017 | 2019 | 2020 | 2022 |